# Schoonspringen op de Olympische Zomerspelen 2020 – tienmetertoren vrouwen
Het schoonspringen op de tienmetertoren voor vrouwen tijdens de Olympische Zomerspelen 2020 vond plaats op 4 en 5 augustus 2021.

## Uitslag
| Rang   | Naam                      | Land | Voorronde | Voorronde | Halve finale  | Halve finale  | Finale        | Finale        | Finale        | Finale        | Finale        | Finale        |
| Rang   | Naam                      | Land | Punten    | Rang      | Punten        | Rang          | 1             | 2             | 3             | 4             | 5             | Punten        |
| ------ | ------------------------- | ---- | --------- | --------- | ------------- | ------------- | ------------- | ------------- | ------------- | ------------- | ------------- | ------------- |
| Goud   | Quan Hongchan             | CHN  | 364.65    | 2         | 415.65        | 1             | 82.50         | 96.00         | 95.70         | 96.00         | 96.00         | 466.20        |
| Zilver | Chen Yuxi                 | CHN  | 390.70    | 1         | 407.75        | 2             | 82.50         | 76.80         | 85.80         | 89.10         | 91.20         | 425.40        |
| Brons  | Melissa Wu                | AUS  | 351.20    | 4         | 334.50        | 5             | 75.00         | 76.80         | 64.40         | 73.60         | 81.60         | 371.40        |
| 4      | Gabriela Agúndez          | MEX  | 297.65    | 12        | 337.30        | 4             | 64.50         | 70.95         | 73.60         | 74.25         | 75.20         | 358.50        |
| 5      | Delaney Schnell           | USA  | 360.75    | 3         | 342.75        | 3             | 76.80         | 65.60         | 56.10         | 79.50         | 62.40         | 340.40        |
| 6      | Alejandra Orozco          | MEX  | 308.10    | 9         | 301.40        | 12            | 66.00         | 57.60         | 54.45         | 75.20         | 68.80         | 322.05        |
| 7      | Andrea Spendolini-Sirieix | GBR  | 307.70    | 10        | 314.00        | 8             | 58.50         | 60.80         | 63.00         | 51.20         | 72.00         | 305.50        |
| 8      | Elena Wassen              | GER  | 323.80    | 6         | 303.70        | 11            | 67.20         | 63.00         | 60.90         | 40.00         | 60.80         | 291.90        |
| 9      | Lois Toulson              | GBR  | 314.00    | 7         | 311.10        | 9             | 63.00         | 37.80         | 62.40         | 62.40         | 64.00         | 289.60        |
| 10     | Celine van Duijn          | NED  | 306.80    | 11        | 306.45        | 10            | 50.40         | 49.30         | 60.80         | 60.00         | 67.20         | 287.70        |
| 11     | Yulia Timoshinina         | ROC  | 313.20    | 8         | 319.80        | 6             | 46.50         | 57.75         | 44.80         | 49.60         | 64.35         | 263.00        |
| 12     | Pandelela Rinong          | MAS  | 284.90    | 18        | 315.75        | 7             | 18.00         | 71.05         | 60.80         | 52.80         | 43.20         | 245.85        |
| 13     | Meaghan Benfeito          | CAN  | 331.85    | 5         | 296.40        | 13            | Uitgeschakeld | Uitgeschakeld | Uitgeschakeld | Uitgeschakeld | Uitgeschakeld | Uitgeschakeld |
| 14     | Sarah Jodoin Di Maria     | ITA  | 291.05    | 15        | 294.00        | 14            | Uitgeschakeld | Uitgeschakeld | Uitgeschakeld | Uitgeschakeld | Uitgeschakeld | Uitgeschakeld |
| 15     | Tanya Watson              | IRL  | 289.40    | 16        | 278.15        | 15            | Uitgeschakeld | Uitgeschakeld | Uitgeschakeld | Uitgeschakeld | Uitgeschakeld | Uitgeschakeld |
| 16     | Alaïs Kalonji             | FRA  | 295.80    | 14        | 269.00        | 16            | Uitgeschakeld | Uitgeschakeld | Uitgeschakeld | Uitgeschakeld | Uitgeschakeld | Uitgeschakeld |
| 17     | Katrina Young             | USA  | 286.65    | 17        | 263.60        | 17            | Uitgeschakeld | Uitgeschakeld | Uitgeschakeld | Uitgeschakeld | Uitgeschakeld | Uitgeschakeld |
| 18     | Christina Wassen          | GER  | 297.15    | 13        | 237.30        | 18            | Uitgeschakeld | Uitgeschakeld | Uitgeschakeld | Uitgeschakeld | Uitgeschakeld | Uitgeschakeld |
| 19     | Kwon Ha-lim               | KOR  | 278.00    | 19        | Uitgeschakeld | Uitgeschakeld | Uitgeschakeld | Uitgeschakeld | Uitgeschakeld | Uitgeschakeld | Uitgeschakeld | Uitgeschakeld |
| 20     | Maha Gouda                | EGY  | 275.30    | 20        | Uitgeschakeld | Uitgeschakeld | Uitgeschakeld | Uitgeschakeld | Uitgeschakeld | Uitgeschakeld | Uitgeschakeld | Uitgeschakeld |
| 21     | Nikita Hains              | AUS  | 270.00    | 21        | Uitgeschakeld | Uitgeschakeld | Uitgeschakeld | Uitgeschakeld | Uitgeschakeld | Uitgeschakeld | Uitgeschakeld | Uitgeschakeld |
| 22     | Matsuri Arai              | JPN  | 268.80    | 22        | Uitgeschakeld | Uitgeschakeld | Uitgeschakeld | Uitgeschakeld | Uitgeschakeld | Uitgeschakeld | Uitgeschakeld | Uitgeschakeld |
| 23     | Celina Toth               | CAN  | 261.40    | 23        | Uitgeschakeld | Uitgeschakeld | Uitgeschakeld | Uitgeschakeld | Uitgeschakeld | Uitgeschakeld | Uitgeschakeld | Uitgeschakeld |
| 24     | Ingrid Oliveira           | BRA  | 261.20    | 24        | Uitgeschakeld | Uitgeschakeld | Uitgeschakeld | Uitgeschakeld | Uitgeschakeld | Uitgeschakeld | Uitgeschakeld | Uitgeschakeld |
| 25     | Anna Konanykhina          | ROC  | 252.85    | 25        | Uitgeschakeld | Uitgeschakeld | Uitgeschakeld | Uitgeschakeld | Uitgeschakeld | Uitgeschakeld | Uitgeschakeld | Uitgeschakeld |
| 26     | Cheong Jun Hoong          | MAS  | 251.80    | 26        | Uitgeschakeld | Uitgeschakeld | Uitgeschakeld | Uitgeschakeld | Uitgeschakeld | Uitgeschakeld | Uitgeschakeld | Uitgeschakeld |
| 27     | Noemi Batki               | ITA  | 226.95    | 27        | Uitgeschakeld | Uitgeschakeld | Uitgeschakeld | Uitgeschakeld | Uitgeschakeld | Uitgeschakeld | Uitgeschakeld | Uitgeschakeld |
| 28     | Anne Tuxen                | NOR  | 219.15    | 28        | Uitgeschakeld | Uitgeschakeld | Uitgeschakeld | Uitgeschakeld | Uitgeschakeld | Uitgeschakeld | Uitgeschakeld | Uitgeschakeld |
| 29     | Sofiya Lyskun             | UKR  | 216.55    | 29        | Uitgeschakeld | Uitgeschakeld | Uitgeschakeld | Uitgeschakeld | Uitgeschakeld | Uitgeschakeld | Uitgeschakeld | Uitgeschakeld |
| 30     | Freida Lim                | SGP  | 215.90    | 30        | Uitgeschakeld | Uitgeschakeld | Uitgeschakeld | Uitgeschakeld | Uitgeschakeld | Uitgeschakeld | Uitgeschakeld | Uitgeschakeld |